# Nikołaj Timofiejew
Nikołaj Władimirowicz Timofiejew (ros. Николай Владимирович Тимофеев, ur. 9 sierpnia 27 lipca?/9 sierpnia 1913 w Mceńsku, zm. 17 września 1988 w Moskwie) – radziecki polityk, minister przemysłu leśnego i obróbki drewna ZSRR (1968-1980).
1930-1935 studiował w Uralskim Instytucie Leśno-Technicznym, 1935-1941 był kolejno brygadzistą, majstrem, kierownikiem warsztatu i dyrektorem technicznym zakładów leśnych w Kraju Krasnojarskim, a 1941-1945 dyrektorem technicznym kombinatu leśnego w Kraju Krasnojarskim. Od 1943 członek WKP(b), od 1945 główny inżynier trustu "Krasdriew" w Kraju Krasnojarskim, później dyrektor zakładów leśnych w Kańsku, 1950-1952 główny inżynier trustu "Wostsibdriew", 1952-1955 zarządca tego trustu. Od 1955 do lipca 1956 zastępca ministra, a od 4 lipca 1956 do 4 czerwca 1957 minister przemysłu leśnego i obróbki drewna RFSRR, od 29 maja 1957 do 25 grudnia 1962 przewodniczący Sownarchozu Kostromskiego Ekonomicznego Rejonu Administracyjnego, od 25 grudnia 1962 do października 1965 przewodniczący Sownarchozu Północno-Zachodniego Rejonu Ekonomicznego. Od 2 października 1965 do 11 czerwca 1968 minister przemysłu leśniczego, celulozowo-papierniczego i obróbki drewna ZSRR, od 8 kwietnia 1966 do 24 lutego 1976 członek Centralnej Komisji Rewizyjnej KPZR, od 3 lipca 1968 do 30 października 1980 minister przemysłu leśnego i obróbki drewna ZSRR, następnie na emeryturze. Od 5 marca 1976 do 30 marca 1981 zastępca członka KC KPZR. Deputowany do Rady Najwyższej ZSRR od 7 do 10 kadencji. Pochowany na Cmentarzu Kuncewskim w Moskwie.

## Odznaczenia
- Order Lenina
- Order Rewolucji Październikowej
- Order Czerwonego Sztandaru Pracy
- Order Czerwonej Gwiazdy
- Order „Znak Honoru”